# Broad Sound
Broad Sound è una baia sulle coste orientali dell'Australia, situata nello stato del Queensland, 675 km a nord-ovest della capitale,  Brisbane.
La penisola di Torilla forma il lato est della baia; Shoalwater Bay è uno degli altri lati della penisola. L'esploratore britannico James Cook avvistò la baia nel maggio del 1770, e le diede quel nome, Broad Sound, per la sua larghezza.
22°09′S 149°45′E